# День перемоги (фільм, 2006)
«День перемоги» — кінофільм режисера Федора Петрухіна, який вийшов на екрани в 2006 році.

## Зміст
Німецько-радянська війна стала справжнім шоком для десятків мільйонів радянських людей, їх влади і військових. На фронт кидалися що не підготовлені частини новобранців, так і штрафні роти, набрані з тих, кому не пощастило попастися на проступок або злочин. Одне таке підрозділ відправляють в атаку прямо через мінне поле. У живих залишаються лише двоє бійців, які знову знаходять один одного через багато років.

## Ролі
| Актор               | Роль |
| ------------------- | ---- |
| Віктор Сергачов     | -    |
| Дмитро Дюжев        | -    |
| Анатолій Кузнєцов   | -    |
| Сейдулла Молдаханов | -    |
| Ігор Волков         | -    |
| Макс Максимов       | -    |
| Денис Гнедовець     | -    |
| Олександр Скляр     | -    |
| Єгор Клейменов      | -    |
| Федір Смирнов       | -    |

## Знімальна група
- Режисер — Федір Петрухін
- Сценарист — Федір Петрухін
- Продюсер — Максим Федосєєв
- Композитор — Олександр Ф. Скляр